# Равеника
Равеника е средновековно селище или област по река Сперхей южно от град Ламия. Съществува неяснота не за местоположението, а какво точно се разбира под името, което се среща в пътеписа на Бенямин Туделски, който съобщава че в Равеница живеят 100 еврейски семейства.
През средновековието днешното градче Молос на 10 км източно от Термопилите се отъждествява със средището/селището на Равеника.